# Almere (lac)
Pour les articles homonymes, voir Almere (homonymie).

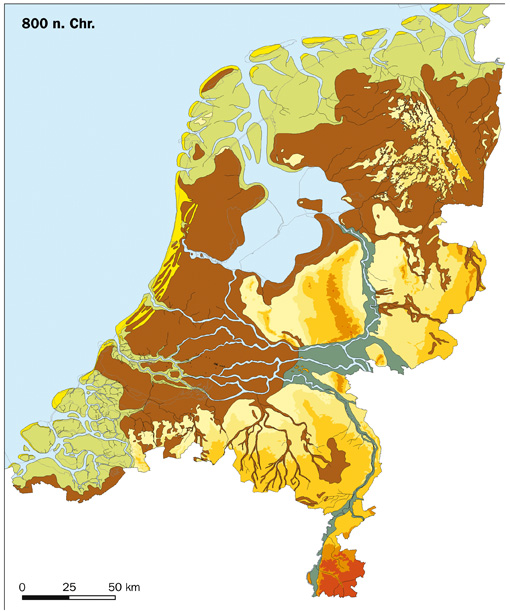
Le lac Almere tel qu'il était vers l'an 800.

Le lac d'Almere était un lac intérieur là où se trouve maintenant l'IJsselmeer, à l'est de la Hollande-Septentrionale, au centre des Pays-Bas d'aujourd'hui.

## Histoire
Les textes antiques des Romains l'appelait le lac Flevo.
Le lac d'Almere est mentionné entre autres dans une vie de saints écrite par l'évêque anglo-saxon Boniface en 753, ou dans un acte de donation de la ville de Urk.
Son étymologie pourrait être ael anguilles en néerlandais, lac des anguilles. 
Vraisemblablement, l'eau de l'Almere à cette époque était de l'eau douce ou légèrement saumâtre.
Un certain nombre de facteurs ont conduit pendant le Moyen Âge à la transformation du lac vers une mer intérieure qui sera appelée Zuiderzee :
- la hausse des niveaux de la mer due au réchauffement climatique connue en tant qu'optimum climatique médiéval ;
- l'excavation de tourbe par les Frisons en Frise occidentale, à proximité de la Vlie qui était alors la rivière  reliant ce lac à la mer du Nord ;
- les inondations telles que l'Inondation de la Toussaint en 1170 ou l'inondation de la Sainte-Lucie en 1287.

## Le nom
Le nom de la ville nouvelle d'Almere en Flevoland a été donné en 1984 en mémoire de cette étendue d'eau.